# Rymariwka (obwód połtawski)
Rymariwka (ukr. Римарівка) – wieś na Ukrainie, w obwodzie połtawskim, w rejonie myrhorodzkim, w hromadzie Krasna Łuka. W 2001 liczyła 904 mieszkańców, spośród których 878 wskazało jako ojczysty język ukraiński, 23 rosyjski, 1 mołdawski, 1 białoruski, a 1 inny.